# Berberys

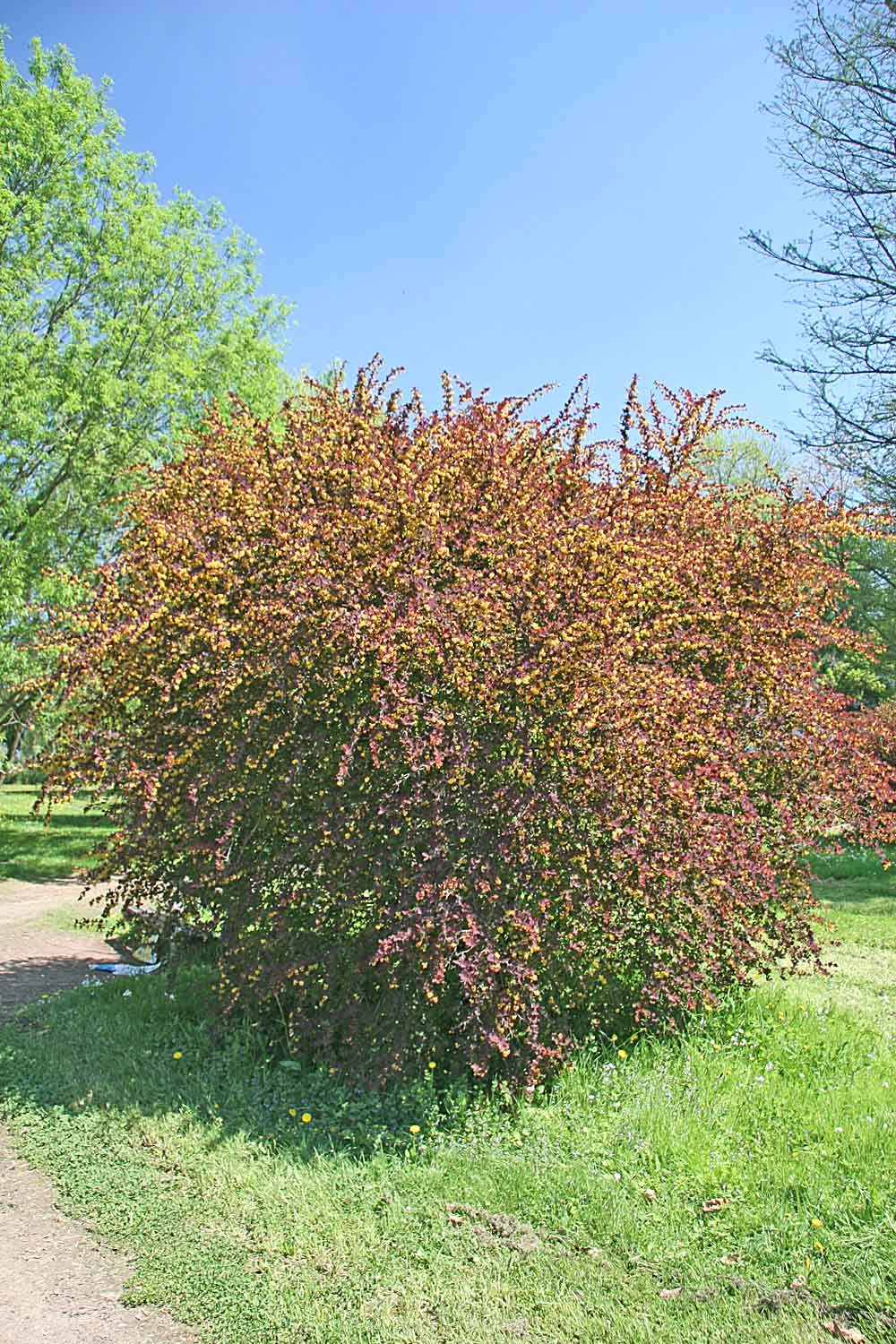
Pokrój berberysu Thunberga 'Atropurpurea'

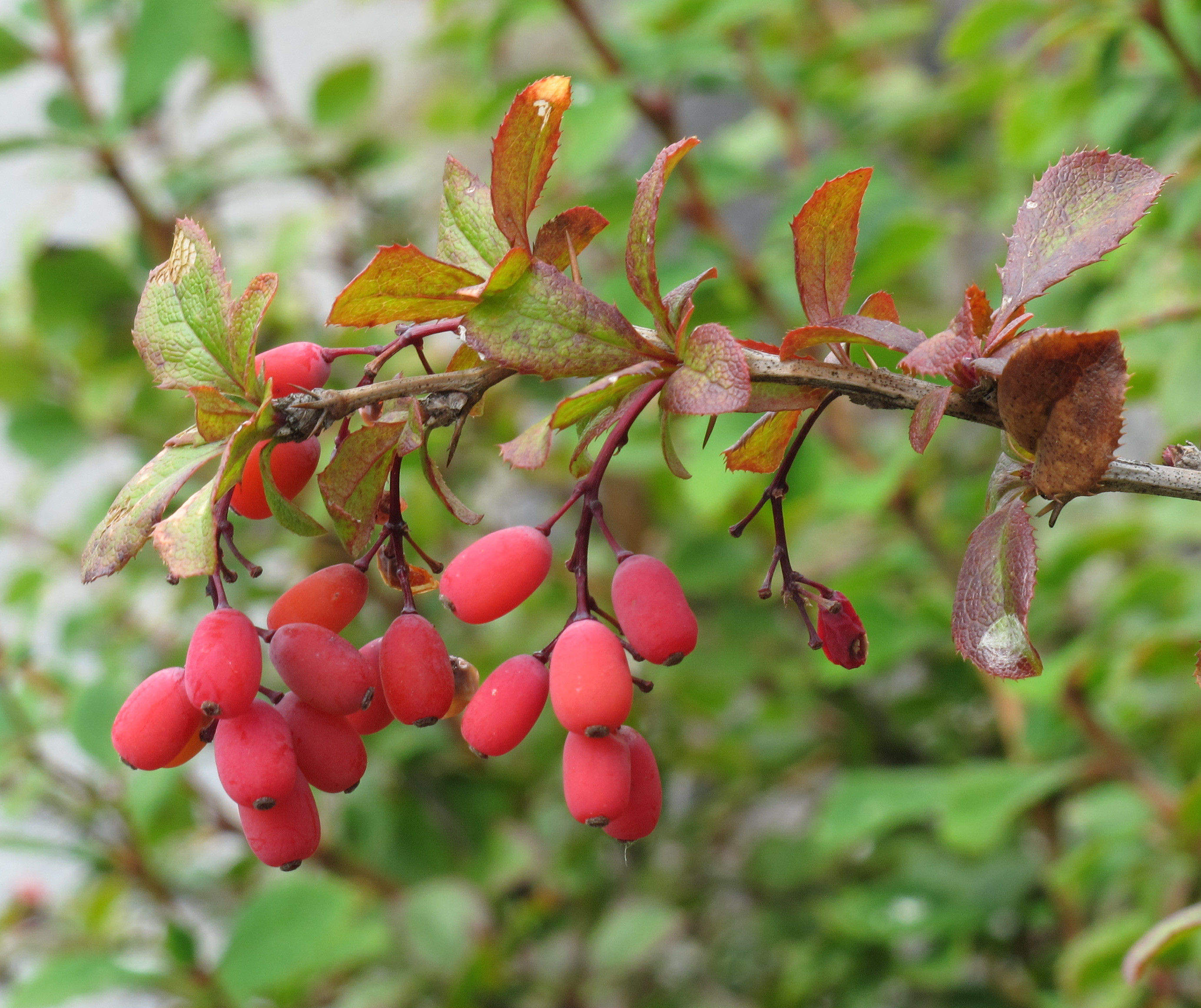
Owocujący berberys zwyczajny Berberis vulgaris

Berberys, kwaśnica (Berberis L.) – rodzaj krzewów z rodziny berberysowatych (Berberidaceae Juss.). Należy do niego ok. 450–500 gatunków, przy czym ich klasyfikacja i relacja względem rodzaju mahonia Mahonia pozostaje od dawna przedmiotem debaty naukowej. Rośliny te występują głównie w strefie klimatu umiarkowanego na półkuli północnej, a poza tym w Ameryce Południowej. W Polsce rośnie dziko tylko berberys zwyczajny. Rośliny te zasiedlają zróżnicowane siedliska – od lasów deszczowych po półpustynie. 
Liczne gatunki są uprawiane jako rośliny ozdobne ze względu na kwiaty i owoce, są też cenione ze względu na silnie cierniste pędy, dzięki czemu mogą tworzyć żywopłoty stanowiące barierę, która skutecznie zniechęca do jej sforsowania. Owoce są jadalne i nadają się na przetwory. Są też roślinami miododajnymi.
Ponieważ różne gatunki berberysów są roślinami żywicielskimi rdzy zbożowej Puccinia graminis wywołującej rdzę źdźbłową zbóż i traw oraz Puccinia striiformis wywołującej rdzę żółtą – w wielu krajach obowiązują restrykcje związane z uprawą i przemieszczaniem roślin z tego rodzaju.

## Rozmieszczenie geograficzne
Przedstawiciele rodzaju spotykani są głównie na półkuli północnej, a poza tym w Ameryce Południowej. Obszarami o największym bogactwie gatunków jest rejon Himalajów oraz południowe Chile i Argentyna. W samych Chinach występuje 215 gatunków, z czego 197 jest endemitami. Berberysy rosną na pozostałych obszarach Azji, w Europie (w zależności od ujęcia 4 lub 6 gatunków), w północnej Afryce i w górach afrykańskich oraz w Ameryce Północnej (22 gatunki). W Polsce rośnie w stanie dzikim tylko berberys zwyczajny Berberis vulgaris. Berberys Thunberga B. thunbergii lokalnie rośnie zdziczały z upraw i już zadomowiony (np.  w rejonie Poznania i Wrocławia).

## Morfologia
PokrójCierniste krzewy osiągające zwykle do 5 m wysokości, do najwyższych należy B. turcomanica osiągający 9 m i mający pokrój małych drzew. Niektóre gatunki (np. B. aetnensis) nie przekraczają 1 m wysokości. Pędy pokryte są cierniami pochodzenia liściowego, pojedynczymi na wierzchołkach pędów, zwykle trójdzielnymi. Osiągają one u niektórych gatunków (B. potaninii, B. veitchii) do 4 cm długości. Pędy zróżnicowane są na długo- i krótkopędy. Drewno i kora od wewnątrz są żółte. Korzenie są zwykle gęste i cienkie. Niektóre gatunki tworzą kłącza.
LiścieSkrętoległe, zmodyfikowane liście długopędów to ciernie, w ich kątach wyrastają liście asymilacyjne na krótkopędach skupione w pęczki. Liście u różnych gatunków są zimozielone i opadające na zimę. Blaszka liściowa niepodzielona, zwykle ząbkowana lub z brzegiem szczecinkowatym, czasem całobrzega. Liście mają różne kształty od okrągławych czy sercowatych, poprzez lancetowate, eliptyczne, odwrotnie jajowate po łopatkowate i równowąskie. Liście zimozielone są z reguły sztywniejsze, skórzaste. Osiągają od ok. 1 do ponad 7 cm długości.
KwiatyObupłciowe, drobne (zazwyczaj ok. 0,5 cm średnicy, rzadko do 2 cm – B. hookeri), wyrastają z krótkopędów i zebrane są w grona, rzadziej wiechy, zwykle zwisające, rzadko wzniesione, bardzo rzadko kwiaty są pojedyncze (B. candidula, B. dictyophylla). Działek kielicha i płatków korony jest po 6, przy czym wyrastają one w okółkach po trzy. Korona zwykle jest miseczkowata, a jej płatki żółte do pomarańczowych, rzadko czerwone od zewnątrz lub białe. U nasady płatków znajdują się po dwa miodniki. Pręcików naprzeciwległych płatkom jest 6 (reagują na dotyk stulając się do wnętrza kwiatu). Zalążnia pojedyncza z długą lub krótką szyjką, często bardzo krótką.
OwocePodłużne, rzadko kulistawe jagody, zwykle czerwone, rzadziej granatowe do czarnych. Zawierają od jednego do 10 nasion.

## Systematyka
Ujęcie taksonomiczne rodzaju i jego relacja w stosunku do rodzaju mahonia Mahonia pozostaje od początku XIX wieku przedmiotem debaty naukowej. Różni autorzy wyodrębniali oba rodzaje lub łączyli je w jeden (Berberis sensu lato), przy czym zwłaszcza w miarę publikowania kolejnych dowodów molekularnych przewagę zyskiwać zaczął pogląd drugi, w efekcie w bazach taksonomicznych często rodzaje te są łączone jako Berberis. Mimo dowodów na parafiletyczny charakter rodzaju Mahonia wciąż nie ma ustalonego rozwiązania w zakresie taksonomii tych roślin. Tradycyjny podział roślin między tymi dwoma rodzajami opiera się na kryteriach morfologicznych, przy czym kluczową cechą diagnostyczną są liście podzielone w rodzaju Mahonia i pojedyncze w rodzaju Berberis. Znaczenie taksonomiczne tego kryterium zostało podważone po analizach różnic we wzorach użyłkowania pojedynczych liści świadczące o bliższych związkach filogenetycznych niektórych roślin z roślinami o liściach złożonych (typowych dla starszych przedstawicieli tej grupy) niż z innymi roślinami o liściach pojedynczych. W efekcie wyodrębnianie rodzaju Berberis w oparciu o to kryterium morfologiczne tworzyło sztuczną grupę obejmującą gatunki o różnym pochodzeniu. W 2017 opublikowana została propozycja, bazująca na analizie molekularnej szerokiej grupy gatunków, z której wynika, że celowe jest wyodrębnienie w grupie Berberis-Mahonia czterech rodzajów obejmujących odpowiednio cztery główne linie rozwojowe zachowujące okrojone (wąsko ujmowane) rodzaje Berberis (≡ Berberis s.str.) i Mahonia oraz Alloberberis (≡ Mahonia sect. Horridae) i Moranothamnus (≡ Berberis claireae).
Niezależnie od problemów z klasyfikacją gatunków tu zaliczanych rodzaj należy do podplemienia Berberidinae (wspólnie z ×Mahoberberis C. K. Schneid., Mahonia Nutt., Ranzania T.Ito) i plemienia Berberideae z podrodziny Berberidoideae w rodzinie berberysowatych (Berberidaceae) zaliczanej do jaskrowców (Ranunculales).
Lista gatunków